# Albien
Stratigraphie
Aptien Cénomanien
Crétacé supérieur
L'Albien est le dernier étage stratigraphique du Crétacé inférieur, entre ≃ −113,0 et ≃ −100,5 Ma.
Il succède à l'Aptien et précède le Cénomanien, premier étage du Crétacé supérieur.

## Stratotype
L'Albien doit son nom à la rivière de l'Aube (de Albion puis Alba, nom latin de l'Aube). La première occurrence de ce terme se retrouve chez Alcide d'Orbigny, qui le propose en 1842.
Bien que le Point stratotypique mondial (PSM) ne soit pas encore ratifié par l'ICS, le stratotype aurait sa base définie par l'apparition de Praediscosphaera columnata (nanofossile calcaire), et sa limite supérieure (Cénomanien) par l'apparition de Rotalipora globotruncanoides (Foraminifère planctonique).
L'alternance de lits de gaize et de lits phosphatés est caractéristique du stratotype français. On trouve également au titre de critère de reconnaissance, le Flammenmergel en Allemagne du nord, les lignites d'Iltrillas en Espagne, des grès en Nubie. Il existe au nord de Wissant et dans le Weald en Angleterre des affleurements de l’argile du Gault, un dépôt maritime rattaché à l'étage albien.
Bien que les préalvéolines soient généralement un marqueur du Cénomanien, certaines d'entre elles sont aussi présentes dans les dernières strates du calcaire de l'Albien supérieur ; c'est le cas par exemple pour Praealveolina iberica Reichel et Praealveolina simplex Reichel.